# Криво Брдо
Криво Брдо (словен. Krivo Brdo) — поселення в общині Гореня вас-Поляне, Горенський регіон, Словенія. Висота над рівнем моря: 620,7 м.